# Chameleon (musikalbum)
Chameleon är Helloweens femte album, som släpptes sommaren 1993. Tre singlar släpptes i samband med albumet: "When the Sinner", "I Don't Wanna Cry No More" och "Step Out of Hell".

## Bakgrund
Albumet blev en kommersiell flopp, och musikaliskt var det långt ifrån den power metal som Helloween hade slagit igenom med. Chameleon blev deras sista album på skivbolaget EMI, och med Ingo Schwichtenberg på trummor. Sångaren Michael Kiske fick också sparken efter den korta turné som följde. Han skulle återkomma till bandet 23 år senare.
I den påkostade musikvideon till "When the Sinner" visas en scen som återspeglade konflikten med gruppens förra skivbolag Noise. Albumet Chameleon beskrivs av Michael Kiske nästan som ett soloalbum av tre olika medlemmar i bandet. Fyra av låtarna var skrivna av Kiske, fyra av Michael Weikath och fyra av Roland Grapow och Helloween var samtidigt inte längre funktionellt som band, och verkade arbeta åt olika håll musikaliskt. Efter den kostsamma inspelningen av det föregående albumet Pink Bubbles Go Ape var Helloween även skuldsatta av EMI, som enligt Michael Weikath möjligen satte bandet i en pressad situation att skriva mer kommersiell musik för att sälja fler album.
15 september 1993 spelade Helloween på Melody i Stockholm. Ingo Schwichtenberg var ersatt av Ritchie Abdel-Nabi på turnén .
Kiske sjöng låten "Longing" med symfoniorkester på Christmas Metal Symphony-turnén 2013 som nådde både Trollhättan och Kristianstad.

## Låtlista
1. "First Time" (Weikath) – 5:30
2. "When The Sinner" (Kiske) – 6:54
3. "I Don't Wanna Cry No More" (Grapow) – 5:11
4. "Crazy Cat" (Grapow) – 3:29
5. "Giants" (Weikath) – 6:40
6. "Windmill" (Weikath) – 5:06
7. "Revolution Now" (Weikath) – 8:04
8. "In The Night" (Kiske) – 5:38
9. "Music" (Grapow) – 7:00
10. "Step Out of Hell" (Grapow) – 4:25
11. "I Believe" (Kiske) – 9:12
12. "Longing" (Kiske) – 4:15

## Medverkande
Musiker
- Michael Kiske – sång, rytmgitarr, akustisk gitarr
- Michael Weikath – gitarr, bakgrundssång
- Roland Grapow – gitarr, akustisk gitarr, bakgrundssång
- Markus Grosskopf – basgitarr
- Ingo Schwichtenberg – trummor

Bidragande musiker
- The Kick Horns - blåsinstrument på "When The Sinner", "Crazy Cat" och "Music"
- Axel Bergstedt – orgel på "I Believe"
- Stefan Pintev – konsertmästare på "Music", "I Believe" och "Longing"
- Werner Lang – dirigent, orkestrering på "Music", "I Believe" och "Longing"
- Lenny Wolf – bakgrundssång på "Crazy Cat"
- Corinna Wolke – bakgrundssång på "Crazy Cat"
- Massimo Drechsler – tamtam på "Giants"
- Tommy Hansen – keyboard

Produktion
- Tommy Hansen – producent
- Michael Wagener – mixning
- Craig Boubet – mixningsassistent
- Stephen Marcussen – mastering
- Michael Kiske – omslagskonst, stråkarrangemang på "I Believe"
- Michael Weikath – logotyp
- Frederick Moulaert – pumpadesign [14]